# Les Lois de la frontière (film)
Pour plus de détails, voir Fiche technique et Distribution.
Les Lois de la frontière (Las leyes de la frontera) est un thriller espagnol réalisé par Daniel Monzón, sorti en 2021. Le film est adapté du roman éponyme de Javier Cercas, sorti en 2012.
En France, le film est disponible sur la plateforme Netflix, en 2021.

## Synopsis
Gérone, 1978. Un ado brimé va croiser la belle Tere dans une salle de jeu d'Arcade. Son béguin pour elle va l'amener à intégrer sa bande et à vivre un été rythmé par les vols, les braquages et les pulsions amoureuses aux côtés de ses nouveaux amis.

## Fiche technique
- Titre original et français : Las leyes de la frontera
- Réalisation : Daniel Monzón
- Scénario : Jorge Guerricaechevarría et Daniel Monzón d'après le roman Les Lois de la frontière de Javier Cercas
- Montage :
- Musique :
- Photographie : Carles Gusi
- Production :
- Société de production :
- Société de distribution : Warner Bros Espagne
- Pays d'origine :  Espagne
- Langue originale : espagnol
- Format : couleur - 2.35:1
- Genre : Thriller
- Durée : 129 minutes
- Dates de sortie  :
  -  Espagne : 8 octobre 2021
  -  France : 2021 (Netflix)

## Distribution
- Marcos Ruiz (VF : Julien Rampon-Lamard) : Ignacio Cañas (Nacho)
- Begoña Vargas (VF : Anaïs Delva) : Tere
- Chechu Salgado (VF : Rémi Bichet) : Zarco
- Carlos Oviedo (VF : Jérémy Prévost) : Guille
- Xavier Martín (VF : Jérémie Bédrune) : Gordo
- Daniel Ibáñez (VF : Jonathan Gimbord) : Piernas
- Jorge Aparicio (VF : Fabien Albanese) : Chino
- Víctor Manuel Pajares (VF : Stanislas Forlani) : Drácula
- Cintia García : Lina
- Guillermo Lasheras : Víctor
- Carlos Serrano (VF : Thierry Wermuth) : Cuenca
- Xavi Sáez (VF : Marc Bretonnière) : Hidalgo
- Josep Tosar (VF : Fabrice de la Villehervé) : l'inspecteur Vives
- Santiago Molero (VF : Roland Timsit) : le père d'Ignacio
- Ainhoa Santamaría (VF : Jessie Lambotte) : Rosa
- Elisabet Casanovas (VF : Marie Facundo) : Cristina
- Pep Cruz : Señor Tomás
- Estefanía de los Santos : Merche
- Catalina Sopelana : Paqui, une prostituée

 Source et légende : version française (VF) sur RS Doublage